# Orographie
Dieser Artikel wurde wegen inhaltlicher Mängel auf der Qualitätssicherungsseite des Portals Geowissenschaften eingetragen. Dies geschieht, um die Qualität der Artikel im Themengebiet Geowissenschaften zu steigern. Bitte hilf mit, die Mängel zu beseitigen, oder beteilige dich an der Diskussion. (+)

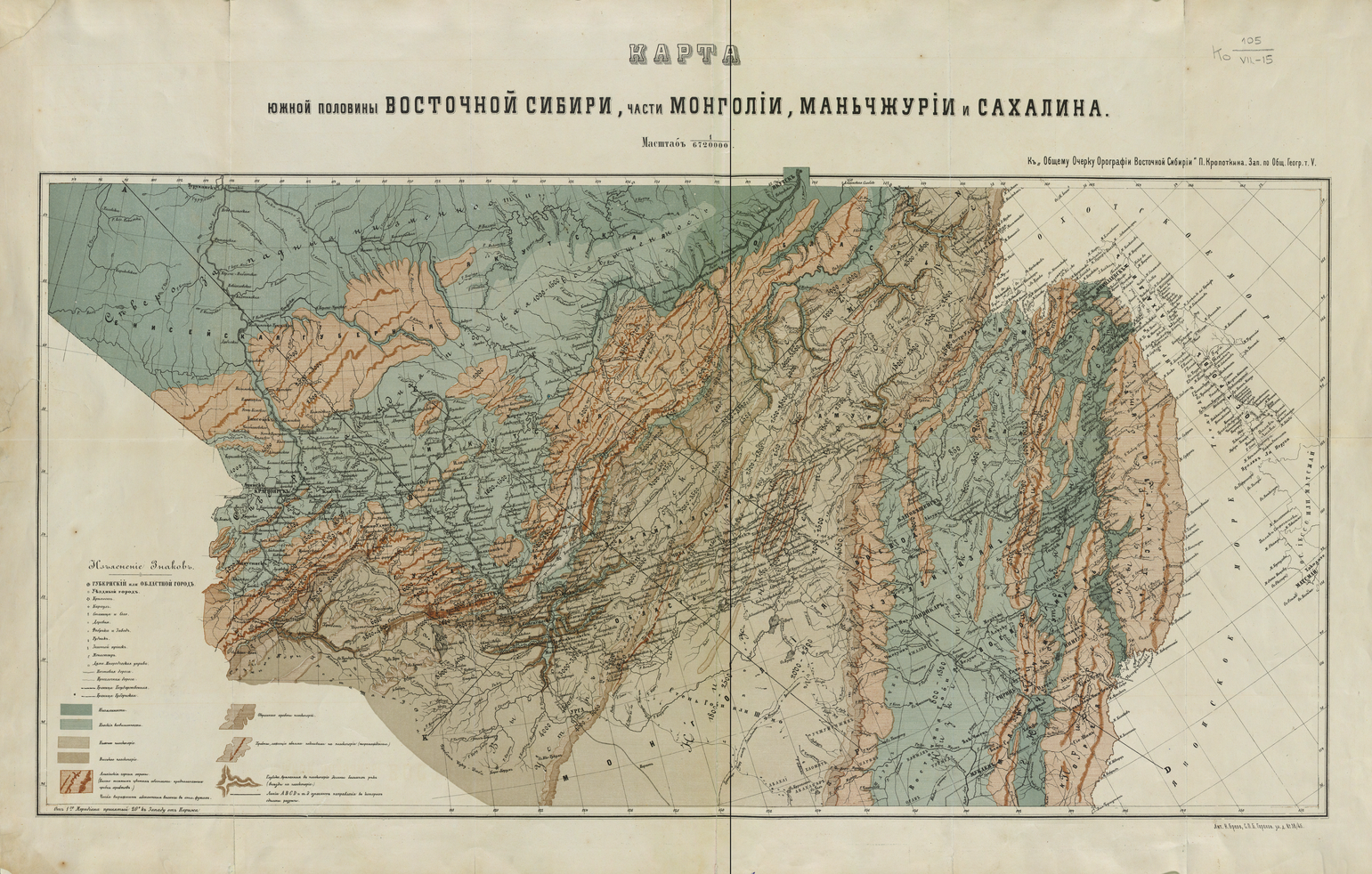
Eine orographische Karte von Ost-Sibirien von Pjotr Kropotkin aus dem Jahre 1875.

Die Orographie (altgriechisch ὄρος oros, deutsch ‚Berg‘ und -graphie = ‚zeichnen‘ oder ‚schreiben‘) ist ein Spezialgebiet innerhalb verschiedener Geowissenschaften und befasst sich mit Höhenstrukturen auf der natürlichen Erdoberfläche, Verlauf und Anordnung von Gebirgen sowie den Fließverhältnissen der Gewässer. Das zugehörige Adjektiv orographisch bezeichnet Erscheinungen, Eigenschaften und Zusammenhänge, die von Hangneigungen und Hangrichtungen (Exposition) des Geländes und seinen fließenden Gewässern geprägt werden.
In die Alltagssprache ist die Orographie vor allem durch die Unterscheidung der Ufer von Flüssen in linkes und rechtes Ufer eingegangen. Ein Ort liegt orographisch links, wenn er sich in Fließrichtung des Wassers auf der linken Seite befindet.
Besonders enge Verbindung haben orographische Themen zur Topographie, Geomorphologie und zur Hydrologie. In Geobotanik und Biogeographie werden orographische Definitionen zur Bezeichnung der Höhenstufen vieler Gebirge herangezogen (planar, kollin, montan, alpin und nival).

## Fachliche Analysen
Von Fachleuten werden orographische Methoden hauptsächlich sowohl bei geowissenschaftlichen Analysen von Flusssystemen nach Nebenflüssen, als auch von Gebirgen nach Dominanz, Schartenhöhe oder orographischer Dominanz verwendet.
Bei relativ unregelmäßigen Gebirgszügen oder tief eingeschnittenen Tälern spricht man von orographisch stark gegliedertem Gebiet. Orographisch regelmäßig ist die Gliederung der meisten jungen Faltengebirge. Orographisch gleichförmig sind etwa die Hochflächen vieler geologisch alter Rumpfgebirge. Hingegen kann ein Hügelland eine Mischform dieser Typisierungen sein. Als orographisch kompakt wird zum Beispiel das Isergebirge beschrieben.
Über langen Berghängen kann man oft spezielle Wolkenbildungen beobachten. Sie werden durch die solare Thermik und die dabei entstehenden Aufwinde „orographisch angeregt“ – und im Drachen- oder Segelflug energetisch ausgenutzt (Windstau). Detailliert können solche Vorgänge durch digitale Geländemodelle und Berechnung der Einstrahlung untersucht werden, wie etwa bei einem Projekt im Schwarzwald. Auf La Palma, einer der Kanarischen Inseln, kann man dieses Phänomen des Öfteren beobachten. Dabei schieben sich die Wolken durch den Passat von Osten her über die Cumbre Nueva, den die Insel in Ost- und Westseite trennenden, 1450 Meter hohen Grat, die Westseite der Insel herunter. Dies wird als Cascada de nubes, Wolkenwasserfall bezeichnet.
In der Geologie und der Geophysik gibt es deutliche Zusammenhänge zwischen den orographischen Vorzugsrichtungen von Gebirgszügen oder Tälern, geologischen Störungen und der Ausrichtung der vorherrschenden Kluft-Systeme in den Gesteinen.